# Freimut Stein
Pour les articles homonymes, voir Stein.
Freimut Stein, né le 16 juin 1924 à Nuremberg en Bavière et mort le 15 septembre 1986 à Munich en Bavière, est un patineur artistique allemand. Il est triple champion d'Allemagne au début des années 1950 et médaillé de bronze aux championnats d'Europe de 1953.

## Biographie

### Carrière sportive
Freimut Stein succède à Horst Faber sur la plus haute marche du podium des championnats d'Allemagne en 1951. Il va conquérir trois titres nationaux consécutifs (en 1951, 1953 et 1954). Il patine pour le club 1. FC Nuremberg Eissport.
Il ne peut pas participer aux championnats internationaux avant 1951, car les athlètes allemands en sont exclus à la suite de la Seconde Guerre mondiale. En 1953, il remporte la médaille de bronze aux championnats d'Europe, organisés dans son pays à Dortmund.
Parallèlement, il pratique le patinage à roulettes et devient champion d'Allemagne (de 1950 à 1954) et champion du monde (en 1951 et 1952) de la discipline.

### Reconversion
Il quitte le patinage amateur en 1954 et devient par la suite juge de patinage artistique. En 1964, il publie un livre sur son sport, Eiskunstlaufen: Eine Einführung (Patinage artistique: une introduction), et continue à écrire des livres sur divers sujets.

## Palmarès
| Compétition                                                                                        | 1948 | 1949 | 1950 | 1951 | 1952 | 1953 | 1954 |
| Jeux olympiques d'hiver                                                                            | JI   |      |      |      | 8e   |      |      |
| Championnats du monde                                                                              | CI   | CI   | CI   | 10e  |      | 10e  |      |
| Championnats d’Europe                                                                              | CI   | CI   | CI   | 5e   | 6e   | 3e   |      |
| Championnats d'Allemagne de l'Ouest                                                                | 3e   | 3e   |      | 2e   | 1er  | 1er  | 1er  |
| Légende : JI = Jeux olympiques interdits aux allemands ; CI = Championnats interdits aux allemands |      |      |      |      |      |      |      |